# Château de la Salle (Sérent)
Pour les articles homonymes, voir Château de la Salle.
Le château de la Salle  est situé à Sérent en France.

## Localisation
Le château est situé sur le territoire de la commune de Sérent, au lieu-dit la Salle, dans le département du Morbihan en région Bretagne.

## Description
Le château date des XVIIe et XIXe siècles, édifice de plan en L construit sur soubassement en mellons de granite et de schiste, à un étage carré, élévation à travées. Toiture à longs pans recouverte d'ardoises, pignon couvert, croupe.

## Historique
Le château est vendu comme bien national à la Révolution, il est acquis par le comte de Cramezel de Kerhoué et passe par alliance au vicomte Charles de Couëssin. Le logis du XVIIe siècle est reconstruit vers 1820 d'après Charles Floquet. La chapelle est reconstruite à la fin du XIXe siècle avec des matériaux de réemplois du  XVIe siècle. Croix monumentale représentant le Christ en croix datant de la fin du  XIXe siècle dans le style du  XVe siècle.
Il est inscrit à l'inventaire général du patrimoine culturel.